# يوري أمانو
يوري أمانو (天野由梨 أمانو يوري) (اسمها الحقيقي توموكو يوشيكاوا (吉川智子 يوشيكاوا توموكو)) هي مؤدية أصوات يابانية ولدت في 5 يناير 1966 في كيوتو.

## أدوارها في الأنمي

### مسلسلات أنمي تلفزيونية
- المقاتل المتنقل جي جاندام - راين ميكامورا
- يو يو هاكوشو - كيكو يوكيمورا
- صاحب الظل الطويل - جوليا
- ترينيتي بلاد - ميركا فورتونا
- جيغوكو شوجو - والدة أي إنما
- موشيشي - سايو
- ناباري نو أو - إيتشيكي
- فيوتشر GPX سايبر فورميولا - كيوكو أوي
- القائد غير المسؤول تايلر - يوريكو ستار
- شعلة ريكا - ريران كاتاشيرو
- خيميائي الفولاذ FULLMETAL ALCHEMIST - سارا روكبيل
- إسكافلوني السماء - ناريا
- المحقق كونان - يوكو أوكينو (الصوت الأول)
- فريزينغ - نويل ألواش
- أغنية حب طيار - ماريا لا إيل
- الخيانة تعرف إسمي - إيبوكي كيشيبي
- فلة والأقزام السبعة - فلة
- بوكيمون - روشيل

### أوفا أنمي
- أوشيو وتورا - أساكو ناكامورا

## أدوارها في ألعاب الفيديو
- تيلز أوف ديستني - ماري أرجنت

## وصلات خارجية
- يوري أمانو على موقع IMDb (الإنجليزية)
- يوري أمانو على موقع ميوزك برينز (الإنجليزية)
- يوري أمانو على موقع قاعدة بيانات الفيلم (الإنجليزية)
- يوري أمانو على موقع ANN person (الإنجليزية)